# Demonoir
Demonoir è il quinto album del gruppo musicale black metal norvegese 1349, pubblicato nel 2010.

## Tracce
1. Tunnels of Set I – 1:04 (Ravn, Archaon)
2. Atomic Chapel – 6:24 (Destroyer, Archaon)
3. Tunnel II – 1:01 (Ravn, Archaon)
4. When I Was Flesh – 5:45 (Destroyer, Archaon)
5. Tunnel III – 0:39 (Archaon)
6. Psalm 7:77 – 5:42 (Destroyer, Archaon)
7. Tunnel IV – 1:02 (Ravn, Archaon)
8. Pandemonium War Bells – 7:48 (Destroyer, Archaon, Frost, Seidemann)
9. Tunnel V – 1:15 (Ravn, Archaon)
10. The Devil of the Desert – 6:30 (Archaon, Seidemann)
11. Tunnel VI – 1:32 (Ravn, Archaon)
12. Demonoir – 6:19 (Frost, Archaon)
13. Tunnel VII – 3:53 (Ravn, Archaon)

Tracce bonus edizione limitata
1. Rapture (Morbid Angel cover)
2. Strike of the Beast (Exodus cover)
3. Nerves (Bauhaus cover)